# Razzie Awards 1992
La 13ª edizione dei Razzie Awards si è svolta il 28 marzo 1993 all'Hollywood Roosevelt Hotel di Hollywood, per premiare i peggiori film dell'anno 1992. Le candidature erano state annunciate alcuni mesi prima, il giorno prima delle candidature ai Premi Oscar 1993. Vite sospese e Fermati, o mamma spara sono stati i maggiori vincitori del 1992, con tre premi ciascuno, incluso il peggior film per Vite sospese.
I film più premiati dell'anno sono stati Vite sospese e Fermati, o mamma spara, mentre i più candidati sono stati Guardia del corpo, candidato a sette premi, seguito da Cristoforo Colombo - La scoperta con sei, Vite sospese e Gli strilloni con cinque, e Fermati, o mamma spara, Analisi finale e Basic Instinct con tre candidature.

## Vincitori e candidati
Verranno di seguito indicati in grassetto i vincitori.
Ove ricorrente e disponibile, viene indicato il titolo in lingua italiana e quello in lingua originale tra parentesi.

### Peggior film
- Vite sospese (Shining Through), regia di David Seltzer
- Guardia del corpo (The Bodyguard), regia di Mike Jackson
- Cristoforo Colombo - La scoperta (Christopher Columbus: The Discovery), regia di John Glen
- Analisi finale (Final Analysis), regia di Phil Joanou
- Gli strilloni (Newsies), regia di Kenny Ortega

### Peggior attore protagonista
- Sylvester Stallone - Fermati, o mamma spara (Stop! Or My Mom Will Shoot)
- Kevin Costner - Guardia del corpo (The Bodyguard)
- Michael Douglas - Basic Instinct, Vite sospese (Shining Through)
- Jack Nicholson - Hoffa - Santo o mafioso? (Hoffa), La gatta e la volpe (Man Trouble)
- Tom Selleck - Guai in famiglia (Folks!)

### Peggior attrice protagonista
- Melanie Griffith - Vite sospese (Shining Through), Una estranea fra noi (A Stranger Among Us)
- Kim Basinger - Fuga dal mondo dei sogni (Cool World), Analisi finale (Final Analysis)
- Lorraine Bracco - Mato Grosso (Medicine Man), Tracce di rosso (Traces of Red)
- Whitney Houston - Guardia del corpo (The Bodyguard)
- Sean Young - Sola con l'assassino (Love Crimes)

### Peggior attore non protagonista
- Tom Selleck - Cristoforo Colombo - La scoperta (Christopher Columbus: The Discovery)
- Alan Alda - Perversione mortale (Whispers in the Dark)
- Marlon Brando - Cristoforo Colombo - La scoperta (Christopher Columbus: The Discovery)
- Danny DeVito - Batman - Il ritorno (Batman Returns)
- Robert Duvall - Gli strilloni (Newsies)

### Peggior attrice non protagonista
- Estelle Getty - Fermati, o mamma spara (Stop! Or My Mom Will Shoot!)
- Ann-Margret - Gli strilloni (Newsies)
- Tracy Pollan - Una estranea fra noi (A Stranger Among Us)
- Jeanne Tripplehorn - Basic Instinct
- Sean Young - Sette criminali e un bassotto (Once Upon a Crime)

### Peggior regista
- David Seltzer - Vite sospese (Shining Through)
- Danny DeVito - Hoffa - Santo o mafioso? (Hoffa)
- John Glen - Cristoforo Colombo - La scoperta (Christopher Columbus: The Discovery)
- Barry Levinson - Toys - Giocattoli (Toys)
- Kenny Ortega - Gli strilloni (Newsies)

### Peggior sceneggiatura
- Fermati, o mamma spara (Stop! Or My Mom Will Shoot) - scritto da Blake Snyder, William Osborne e William Davies
- Guardia del corpo (The Bodyguard) - scritto da Lawrence Kasdan
- Cristoforo Colombo - La scoperta (Christopher Columbus: The Discovery) - sceneggiatura di John Briley, Cary Bates e Mario Puzo
- Analisi finale (Final Analysis) - sceneggiatura di Wesley Strick, storia di Robert H. Berger, M.D. (consulente) e Wesley Strick
- Vite sospese (Shining Through) - scritto da David Seltzer, basata sul romanzo di Susan Isaacs

### Peggior esordiente
- Pauly Shore - Il mio amico scongelato (Encino Man)
- Georges Corraface - Cristoforo Colombo - La scoperta (Christopher Columbus: The Discovery)
- Il taglio militare di Kevin Costner - Guardia del corpo (The Bodyguard)
- Whitney Houston - Guardia del corpo (The Bodyguard)
- Il tributo di Sharon Stone a Theodore Cleaver - Basic Instinct (Basic Instinct)

### Peggior canzone originale
- High Times, Hard Times da Gli strilloni (Newsies), musica di Alan Menken, testo di Jack Feldman
- Book of Days da Cuori ribelli (Far and Away), musica di Enya, testo di Roma Ryan
- Queen of The Night da Guardia del corpo (The Bodyguard), musica e testo di Whitney Houston, L.A. Reid, Babyface e Daryl Simmons

## Statistiche vittorie/candidature
Premi vinti/candidature:
- 3/5 - Vite sospese (Shining Through)
- 3/3 - Fermati, o mamma spara (Stop! Or My Mom Will Shoot)
- 1/6 - Cristoforo Colombo - La scoperta (Christopher Columbus: The Discovery)
- 1/2 - Una estranea fra noi (A Stranger Among Us)
- 1/5 - Gli strilloni (Newsies)
- 1/1 - Il mio amico scongelato (Encino Man)
- 0/7 - Guardia del corpo (The Bodyguard)
- 0/3 - Analisi finale (Final Analysis)
- 0/3 - Basic Instinct
- 0/2 - Hoffa - Santo o mafioso? (Hoffa)
- 0/1 - La gatta e la volpe (Man Trouble)
- 0/1 - Guai in famiglia (Folks!)
- 0/1 - Fuga dal mondo dei sogni (Cool World)
- 0/1 - Mato Grosso (Medicine Man)
- 0/1 - Tracce di rosso (Traces of Red)
- 0/1 - Sola con l'assassino (Love Crimes)
- 0/1 - Perversione mortale (Whispers in the Dark)
- 0/1 - Batman - Il ritorno (Batman Returns)
- 0/1 - Sette criminali e un bassotto (Once Upon a Crime)
- 0/1 - Toys - Giocattoli (Toys)
- 0/1 - Cuori ribelli (Far and Away)